# Эстрела-ду-Сул (Минас-Жерайс)
Эстрела-ду-Сул (порт. Estrela do Sul) — муниципалитет в Бразилии, входит в штат Минас-Жерайс. Составная часть мезорегиона Триангулу-Минейру-и-Алту-Паранаиба. Входит в экономико-статистический микрорегион Патросиниу. Население составляет 6624 человека на 2006 год. Занимает площадь 820,334 км². Плотность населения — 8,1 чел./км².

## История
Город основан 19 сентября 1856 года. 

## Статистика
- Валовой внутренний продукт на 2003 год составляет 39 658 374,00 реалов (данные: Бразильский институт географии и статистики).
- Валовой внутренний продукт на душу населения на 2003 год составляет 5881,41 реалов (данные: Бразильский институт географии и статистики).
- Индекс развития человеческого потенциала на 2000 год составляет 0,747 (данные: Программа развития ООН).

## География
Климат местности: тропический.